# LINE旅遊大亨
《旅遊大亨》，是由Netmarble N2工作室開發的一款手機遊戲，玩法類似於大富翁，但獨特的玩法使其受到世界各地玩家的喜愛。在台灣由LINE代理。
與傳統的《大富翁》不同，依照按住按鈕的時間長短，來影響骰子數字大小。玩家可以獲得更多的勝利條件，例如三區、整排、旅遊景點，遊戲內還有各種不同的角色和道具可以進行強化、合成，每個角色跟道具都有自己的特殊能力。

## 營運情況
目前世界各地共有三個伺服器仍持續營運中，除韓國為原廠直營外，其餘均為代理。
| 地區                | 當地譯名                                        | 發行商    | 公測日期       | 營運情況              |
| ------------------- | ----------------------------------------------- | --------- | -------------- | --------------------- |
| 韓國                | 모두의마블 (Everybody's Marble)                 | Netmarble | 2013年6月11日  | 營運中                |
| 泰國 印尼           | LINE เกมเศรษฐี LINE Let's Get Rich               | LINE      | 2014年7月8日   | 營運中                |
| 中國                | 天天富翁                                        | 騰訊      | 2014年8月5日   | 2019年8月2日結束營運  |
| 日本                | LINE ゲットリッチ                               | LINE      | 2014年8月12日  | 2018年9月25日結束營運 |
| 台灣                | LINE 旅遊大亨 LINE Everybody's Marble           | LINE      | 2014年10月22日 | 營運中                |
| 土耳其 沙烏地阿拉伯 | Paramanya رحلة المليونير Travelling Millionaire | Joygame   | 2015年5月8日   | 2023年2月28日停止營運 |
| 越南                | 360mobi Cờ Tỷ Phú                               | 360mobi   | 2018年8月29日  | 2019年8月29日結束營運 |

一般而言，各個地區將按照韓國原廠的進度進行調整，不過各地會隨當地風情推出不同的專屬內容，同時遊戲內容也有部分差異。

## 遊戲特色
與傳統的《大富翁》不同，旅遊大亨具有許多特色玩法及遊戲內容，每場的遊戲時間也相當快速，因而受到許多玩家的喜愛。

### 基礎玩法[18]
- 依據按住擲骰按鈕時間的長短，決定擲出的點數
- 可以向對手支付建設費用的2倍，「收購」對方的都市
- 同時佔有「組合都市格」時，過路費將套用加權，以此提供緊張感
- 達成佔有指定條件的地區時，可直接「獨佔獲勝」，增加翻盤的機會

### 地圖
遊戲中除了最基礎的世界地圖外，也陸續推出了約20張不同主題的地圖，擁有不同的建築設計及玩法。例如在「要塞地圖」中，玩家可以透過摧毀他人要塞獲得勝利；在「夜市地圖」中，則可透過攻擊「巴豆夭」與對手合作取勝。
為使遊戲內容在地化且具親切感，各地均會推出該地的專屬地圖，如台灣地圖、日本地圖等。台灣也特別推出了以夜市小吃為主題的「夜市地圖」，使用台語配音並加入「撈金魚」小遊戲。

### 道具技能
遊戲中擁有各樣不同的「角色卡片」與「幸運道具」，每張卡片或道具均有多樣的技能，從增加遊戲幣到免費建設地標，各樣技能的搭配與應用，已成為旅遊大亨的玩法核心。

## 評價
LINE旅遊大亨的評價在Google play商店達到4星以上。不過有網友指出：遊戲中台灣地圖的嘉義地標「北迴歸線塔」被誤植為花蓮瑞穗的同類型建築，還有得到八神庵覺醒版送八尺瓊勾玉道具的活動臨時被官方下架，導致臉書網友議論紛紛。

## 爭議
韓國手機遊戲《Blue Marble（부루마불）》開發商 iPeoples 於 2016 年 11 月向旅遊大亨開發商 Netmarble 提出了違反著作權與不正當競爭行為的訴訟案件，理由是 iPeoples 認為《旅遊大亨》侵犯了《Blue Marble》的著作權，並且未經許可擅自使用《Blue Marble》原創版型。
2017年9月29日，首爾中央地方法院判決原告敗訴。

## 主辦活動
2018年4月22日，由 Dunia Games 主辦的「印度尼西亞電玩錦標賽」於雅加達登場，其中的旅遊大亨項目台灣、泰國均有參加，為旅遊大亨首次舉行的國際賽事，也為 LINE GAME 跨足電競領域的一個里程碑。各國需先各自公開舉行初賽，最終選出兩名選手前往雅加達參加決賽。最終台灣選手分別獲得第三、四名。
2018年12月22日，由遊戲原廠 Netmarble 於首爾正式舉辦「旅遊大亨世界大賽」，參賽地區包含台灣（中華台北）、韓國、泰國、印尼、土耳其、沙烏地阿拉伯（西亞北非），共有6地區12人參賽，為旅遊大亨史上規模之最。比賽由韓國選手奪冠，台灣選手榮獲第三名佳績。
除了上述國際賽事外，各地也經常各自舉行實體或線上活動，多作為遊戲宣傳或玩家交流，例如2015年於台北舉行的「要塞地圖爭霸戰」。

## 合作活動
旅遊大亨在2015年起開始為配合主辦單位或合作對象所辦的合作活動，活動所限定的角色在合約期間所出現。下列是歷屆舉辦的合作活動：
| 合作日期       | 合作對象                 |
| -------------- | ------------------------ |
| 2015年2月13日  | 《奇人密碼：古羅布之謎》 |
| 2015年9月30日  | 三麗鷗家族               |
| 2017年1月26日  | 霹靂布袋戲               |
| 2017年4月15日  | 日本的奇譚俱樂部         |
| 2017年12月12日 | 《餓狼傳說》             |
| 2018年5月14日  | 中信兄弟                 |
| 2018年7月27日  | 《拳皇98UM》             |

## 外部連結
- 《LINE旅遊大亨》官方的Facebook專頁